# 大八里坌
大八里坌，是台灣新北市八里區的一個地名，位於該區東部，範圍包括龍源里、米倉里、大崁里。

## 歷史
台灣清治末期至日治前期，大八里坌地區為一街庄，稱為「大八里坌庄」，隸屬於八里坌堡。該庄東北及與隔淡水河與油車口庄、滬尾街、竿蓁林庄、小八里坌庄（芝蘭三堡）、嗄嘮別為鄰，南邊為成仔藔庄、觀音坑庄，西邊及西北邊為小八里坌庄（八里坌堡）。
1920年（日治大正九年），該庄改制並雅化為「大八里坌」大字，隸屬於臺北州新莊郡八里庄，大字下有「蜿子形」、「渡船頭」、「大崁腳」、「大堀湖」、「(王曷)瑪蘭坑」小字名。戰後八里庄改制為八里鄉，隸屬於臺北縣，大字亦改制為村。2010年12月臺北縣改制為新北市，八里鄉改制為八里區，村改制為里。

## 交通
省道台15線（龍米路一至三段、中華路一段）是大八里坌地區的重要道路，往東可在關渡橋關渡端連接省道台2乙線，往西南可前往林口、及桃園市、新竹縣市的沿海地區。
縣道103號（龍米路一段）以本地區南部的關渡橋橋頭為起迄點，往南可前往五股、蘆洲、三重。縣道105號（中山路一至三段）以本地區北部的大崁腳為起迄點，往西南可前往林口、龜山。

## 學校
- 聖心女中
- 聖心國小
- 米倉國小
- 大崁國小

## 廟宇
- 八里開臺天后宮
- 西龍巖
- 八里大眾廟